# Paul Tournal
Paul Tournal (Narbonne, 10 januari 1805 – aldaar, 12 februari 1872) was een Frans apotheker, geoloog en journalist. Hij geniet echter vooral bekendheid als archeoloog.
Tournal was tussen 1837 en 1870 corresponderend lid van het Comité des travaux historiques et scientifiques. In 1865 werd hij ook correspondent van de Commission de Topographie des Gaules. Hij was ook stichter van het Musée de Narbonne.
Tournal was een van de eersten die aantoonde dat de prehistorische mens samenleefde met sommige uitgestorven diersoorten. Dit toonde hij aan door de ontdekking van menselijke botfragmenten in grotten in Bize (Aude). Er wordt beweerd dat hij de term pré-historique (prehistorisch) bedacht, oorspronkelijk om de vondsten die hij in grotten in Zuid-Frankrijk had gedaan te beschrijven. Het woord werd echter voor het eerst gebruikt in 1851 in het Engels door de Schotse archeoloog Daniel Wilson. Tournal gebruikte in zijn werk de term ante-historique en het woord préhistorique werd pas in 1865 in het Frans geïntroduceerd.
- Bibliothèque nationale de France: cb13166894t (data)
- Gemeinsame Normdatei: 123004438
- International Standard Name Identifier: 0000 0000 0207 3570
- Library of Congress Control Number: n2016053595
- Système universitaire de documentation: 035098546
- Virtual International Authority File: 44436797
- WorldCat: E39PBJjdcwtD4Gjx764P3ypHG3